# Mycalesis fulginia
Mycalesis fulginia är en fjärilsart som beskrevs av Hans Fruhstorfer 1911. Mycalesis fulginia ingår i släktet Mycalesis och familjen praktfjärilar. Inga underarter finns listade i Catalogue of Life.